# Vinkel (Nederland)
Vinkel is een dorp in de Nederlandse provincie Noord-Brabant, gelegen in de Meierij van 's-Hertogenbosch. Vinkel behoort grotendeels tot de gemeente 's-Hertogenbosch, terwijl een kleiner deel (Munnekens-Vinkel) bij Bernheze hoort. Het dorp ligt ten zuiden van de A59. Het inwonertal van Vinkel is in 2023 ongeveer 2.795. De inwoners zijn voornamelijk katholiek.

## Etymologie
De naam "vinkel" komt van "vinke" of "fangja", wat lichte, slechte turf betekent.

## Geschiedenis
Prehistorische bewoning in het gebied is onder andere vastgesteld op Kaathoven. Bij een zandontgraving in 1990 troffen amateurarcheologen sporen aan van een grafheuvel uit de Midden-Bronstijd (1800 v.Chr. - 1100 v.Chr.), waarin een urn was geplaatst met crematieresten. In een al vergraven strook werden ook fragmenten wikkeldraadaardewerk uit de Vroege Bronstijd (2000 v.Chr. - 1800 v.Chr.) gevonden.
De naam Vinckel werd voor het eerst vermeld in 1298 en 1299, toen hertog Jan II van Brabant de gemeenterechten uitgaf aan de inwoners van Geffen en Nuland. Vinkel was toen nog geen dorp, maar een verzameling verspreide woningen op het grondgebied van genoemde plaatsen en van Heesch. Daarnaast was er nog de buurtschap Kaathoven, die bij Berlicum hoorde.
Omstreeks 1195 na Christus vestigden zich een aantal kluizenaars in Heesch-Vinkel, dat later dan ook Munnekensvinkel werd genoemd. Een aantal van hen sloten zich later aan bij de Wilhelmieten. Deze hadden in 's-Hertogenbosch een klooster, "Porta Coeli" of Baseldonk genaamd, dat zich in 1245 reeds tot de orde der Wilhelmieten had bekend. Een aantal monniken bleven in Vinkel. Zij zouden de Grote Wetering hebben gegraven, die toen de "Monniksgraeve" genoemd werd. In 1298 hadden de Vinkelse monniken een klooster: den huyse der broederen der ordine van Sinte Willem, gelegen ter plaetsen Hulsdonck in Vinckel. De monniken van Baseldonk hadden in de 14e eeuw nog bezittingen in Vinkel, die tot in de 17e eeuw nog als "Fratershoeven" werden aangeduid.
Gedurende de 19e eeuw werden veel ontginningen uitgevoerd en nam ook het aantal inwoners toe. Er was weliswaar een schooltje gevestigd in de Kaathovense kapel, maar voor de kerkgang moesten de bewoners naar de parochiekerk waar ze onder vielen: Heesch, Berlicum, of Nuland. De gang naar Nuland was echter vaak bezwaarlijk, gezien het feit dat men hier vaak wateroverlast ondervond, en begin 1880 was er zelfs een overstroming. De veldnaam "Het Broek" herinnert nog aan deze omstandigheden.
Na 1850 zijn enkele pogingen ondernomen om op Kaathoven een parochie te stichten, o.a. door de Norbertijnen uit Heeswijk en de Kruisheren uit Uden. Pas in 1883 werd door bisschop Godschalk de weg vrijgemaakt om in Vinkel een parochie te stichten, hetgeen op 25 november 1884 geschiedde, en werd kapelaan Petrus Vogels uit Nuland aangesteld om daar een kerk te bouwen, de Onze Lieve Vrouw van de Rozenkranskerk. Hij werd ook de eerste pastoor van Vinkel. In 1909 werd Vogels opgevolgd door Hendrikus Claassens die tot zijn overlijden in 1945 pastoor van Vinkel was. Op 8 december 1945 werd Adrianus van de Spijker benoemd tot pastoor. Op 21 februari 1946 overleed van de Spijker plotseling. Hendrikus van Iersel werd de vierde pastoor van Vinkel. Hij was de bouwpastoor van de huidige parochiekerk. In 1967 werd de Norbertijn Theo van den Elsen de opvolger van pastoor van Iersel. 10 jaar later kwam Gerardus Remmen de pastorie bemannen. Na pastoor Remmen kwam pastoor Leendert Spijkers en vervolgens pastoor Pieter Scheepers de Vinkelse parochie leiden. In 2008 stond kapelaan Geelen aan het hoofd. Inmiddels leidt kapelaan van Dijk parochie Vinkel.

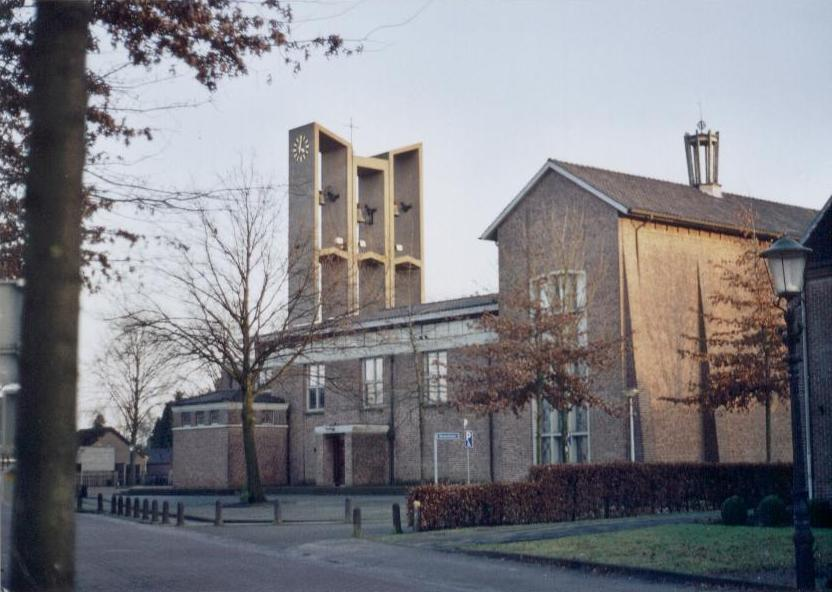
Onze Lieve Vrouw van de Rozenkranskerk

De Onze Lieve Vrouw van de Rozenkranskerk werd in 1888 gebouwd en kwam in 1889 gereed. Het was een neogotische kerk en de architect was A. de Graaf uit Tilburg. De kerk was gewijd aan Onze Lieve Vrouw van de Rozenkrans. In oktober 1944 echter werd tijdens de bevrijding van Vinkel een groot deel van het dorp verwoest. In 1946 kwam een noodkerk ter beschikking en een aantal jaren later begon de nieuwbouw voor een kerk in moderne stijl. Architect was J.A. de Reus uit Oss. Op 15 augustus 1955 werd de kerk ingewijd. Deze had nog een lage toren, zodat het klokgelui niet ver droeg. In 1959 werd de toren daarom verhoogd.
De parochie vormde ook het bindend element in dit dorp in wording. De bewoners waren immers over vijf gemeenten verdeeld. Om de dorpskerk vormde zich een kleine nederzetting. Het jaar 1884 wordt aangehouden als stichtingsdatum voor het dorp. Het had doen 450 inwoners. In 1900 waren dat er 625, in 1950 waren het er 1.350, omstreeks 1965 telde het dorp 2.000 inwoners, in 2008 was dit 2.380 en anno 2020 wonen er 2.795 mensen.
Sinds 2006 heeft Vinkel een nieuwe woonwijk, Het Soperse Bos. Deze wijk bestaat uit woningen die eerder een recreatiebestemming hadden, ze liggen op particulier terrein en maakten in het verleden deel uit van camping Vinkeloord.
In 1993 vond er een gemeentelijke herindeling plaats, waarbij het grootste deel van het dorp tot de fusiegemeente Maasdonk ging behoren. Een klein deel van het dorp werd echter aan de nieuwe fusiegemeente Bernheze toegevoegd, en wel het deel vanaf de Vinkelse Bunderstraat met daar tegenover de Vosbergstraat tot in de bocht met de Loosbroekse Straat. Dit gedeelte wordt Munnekens-Vinkel genoemd.
Tot en met 31 december 2014 was Vinkel onderdeel van de gemeente Maasdonk. Op 1 januari 2015 ging de plaats op in de gemeente 's-Hertogenbosch. De gemeente 's-Hertogenbosch rekent Vinkel sindsdien als een van de stadsdelen.

## Bezienswaardigheden
- Kapel te Kaathoven, zie aldaar.
- Onze Lieve Vrouw van de Rozenkranskerk, modern, uit 1955.
- Molen de Zwaan. Deze molen stond jaren in het dorp maar werd uiteindelijk verkocht aan Amerika. Door het werk van vele vrijwilligers is er een nieuwe molen gebouwd.

## Natuur en landschap
Vinkel is omgeven door landbouwontginningen. De belangrijkste waterlopen, alle door de mens gegraven, zijn: Groote Wetering ten zuiden van Vinkel; de Vinkelse Loop en de Kleine Wetering ten noorden van Vinkel.

## Onderwijs
Vanaf 1674 werd er op beperkte schaal onderwijs gegeven in de kapel op Kaathoven, nadat daar de kerkelijke diensten waren gestaakt. In 1890 werd de school in Vinkel in gebruik genomen. Het was een openbare school tot 1920.
Nadien werd het een bijzondere, dus katholieke school. In de loop der jaren is het Mariaschool gaan heten. In 1959 is er een nieuwe school gebouwd op de huidige locatie. Kleuteronderwijs werd nog tot 1976 in de oude school gegeven. Deze oude school heeft nog tot 1983 dienstgedaan als gymlokaal waarna deze werd gesloopt. Tegelijk met een nieuw dorpshuis werd er ook een nieuwe gymzaal gebouwd. In 2008 wordt er na diverse verbouwingen en aanpassingen op de Mariaschool aan ongeveer 300 leerlingen lesgegeven door een twintigtal leerkrachten.

## Cultuur en recreatie
Vinkel kent een bloeiend verenigingsleven. Het dorp telt 50 verenigingen. In Vinkel bevindt zich "Vakantiepark Dierenbos" (voorheen Vinkeloord). Ook is er een voetbalvereniging, EVVC. Halverwege de 20e eeuw is door de heer C. Ubert een volkslied geschreven voor het dorp Vinkel.
De Vinkelse kermis is wijd en zijd bekend.

## Geboren in Vinkel
- Lya de Haas (1958-2024), streektaalzangeres

## Nabijgelegen kernen
Nuland, Geffen, Heesch, Nistelrode, Kaathoven